# Prueba de ruptura de CO2

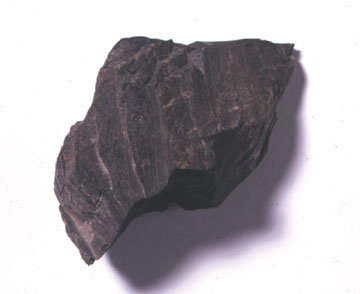
Una muestra de forma irregular de esquisto.

Una prueba de atravesado de CO2 (en inglés: CO2 breakthrough test) es un ensayo geotécnico de laboratorio que se ocupa para estimar la resistencia de una roca sello a la fuga de dióxido de carbono bajo presión. Estos ensayos se dan en el contexto de la investigación sobre la captura y almacenamiento de carbono en formaciones de rocas porosas cubiertas por rocas impermeables llamadas rocas sello. La prueba de atravesado de CO2 evalúa la presión necesaria para romper la roca a modo que el CO2 escape. Esta fuga tiende a generarse en los poros interconectados de mayor tamaño pero luego puede extenserse a poros menores recién creados. Para que esta situación se de debe exederse un umbral de percolación. Existen varias modalidades de esta prueba, la mayoría demora días en realizarse y requiere de testigos de roca de tamaño y forma específica.  Entre las modalidades aplicadas hacia 2024 están;
- Método de presión por paso a paso
- Método de presión por inyección de mercurio
- Método de inyección continua
- Método de presión dinámica
- Método de presión residual capilar

Independientemente del tipo de roca, la presión de atravesado es mayor cuando la roca es saturada en agua que cuando esta saturada en petróleo o aire. Rocas sello de sal o yeso destacan por su presión de atravesado alta en comparación a otras rocas. Otras rocas sello en las cuales se han medido altas presiones de atravesado son la arcillolita y el esquisto (en inglés: shale).

## Método de presión paso a paso
El método de presión paso a paso (step-by-step pressure, SBS), por primera vez publicado en 1968, es considerado como el método estándar.  Como el nombre lo indica la presión en este método se va incrementando gradualmente, a pequeños saltos, por un tiempo que puede extenserse más de 24 horas, incluso es común que se demore semanas a meses en realizarse la prueba.

## Método de presión dinámica
En el método de presión dinámica (dynamic pressure, DP) la cámara anterior del sistema se llena de salmuera para luego empezar a introducir CO2 a presiones constantes. Al llegar el CO2 a la muestra la presión baja y es esta baja la que se ocupa para calcular la presión de atravesado. Este método se ha popularizado al tener niveles de exactitud similares al método de presión paso a paso pero tiempos de análisis mucho más cortos. La exactitud es similar siempre y cuando se estudien condiciones análogas a la de reservorios de CO2.

## Método de inyección continua
En el método de inyección continua (continuous injection, CI) se inyecta de forma continua y uniforme CO2 a la cámara anterior y de modo consecuente la presión aumenta de forma lineal hasta que el gas empiece a escapar por al lado posterior de la muestra, el cual es el momento que se puede decir se ha establecido una ruptura.

## Método de presión residual capilar
El método de presión residual capilar (residual capillary pressure, RCP) o método por impulso fue propuesto por primera vez en 2002. El método se basa en inyectar CO2 a presiones bien por encima la presunta presión capilar de la muestra y luego monitorear la presión en las cámaras "río arriba" y "río abajo".

## Método de presión por inyección de mercurio
Método de presión por inyección de mercurio (mercury injection pressure, MIP) es un método indirecto que demora un par de horas por lo que es rápido en comparación con los otros métodos.  En este método se inyecta mercurio a presión a modo de ir rellenando todos los poros de la roca. La progresión del volumen de mercurio inyectado a una presión correspondiente se anota a modo de graficar una curva de presión capilar cuando ya se tienen 20 o más puntos. A diferencia de otros métodos las muestras en este método no tienen por qué tener una forma estandarizada.